# BADBADBAD
BADBADBAD（バッド・バッド・バッド）は、日本のアパレルブランド。
2025年大阪にて開業。

## 概要
2025年、大阪府にてTシャツ、ニット帽などの作成を開始。
90年代や2000年代初頭の日本の裏原宿文化から影響を得た、アパレル主にTシャツを販売している。
また、公式Tiktokなどの投稿により、Tiktok上にも若年層を中心に一定数のファンを獲得している。
2025年5月、公式ウェブサイトを移行した。
デザイナーは不明だが、大阪府にて活動していることが判明している。

## ライン
- BADBADBAD 
BADBADBADのメインライン。Tシャツ等を主に作成している。[1]
- BADGIRL BY BADBADBAD  
ウィメンズライン。超現実主義から着想を得たデザインを作成している。[2]